# Crugers
Crugers es un lugar designado por el censo ubicado en el condado de Westchester en el estado estadounidense de Nueva York. En el año 2000 tenía una población de 1,752 habitantes y una densidad poblacional de 967 personas por km². Crugers se encuentra ubicado dentro del pueblo de Cortland.

## Geografía
Crugers se encuentra ubicado en las coordenadas 41°13′59″N 73°55′18″O / 41.23306, -73.92167. Según la Oficina del Censo, la ciudad tiene un área total de 3,3 km² (1,3 mi²), de la cual 1,8 km² (0,7 mi²) es tierra y 1,4 km² (0,5 mi²) (44.44%) es agua.

## Demografía
Según la Oficina del Censo en 2000 los ingresos medios por hogar en la localidad eran de $30,375, y los ingresos medios por familia eran $86,598. Los hombres tenían unos ingresos medios de $58,571 frente a los $55,081 para las mujeres. La renta per cápita para la localidad era de $29,643. Alrededor del 5.6% de la población estaban por debajo del umbral de pobreza.